# Alessandro il Buono
Alessandro il Buono, anche noto come Alexandru I Mușat (in romeno Alexandru cel Bun; ... – 1º gennaio 1432), fu voivoda di Moldavia tra il 1400 e il 1432.

## Riformatore del regno
Figlio di Roman I di Moldavia, Alexandru "il Buono" (in romeno cel Bun) divenne sovrano alla morte di Iuga. Promosse una massiccia serie di riforme per rafforzare il voivodato di Moldavia.
Alexandru cel Bun espanse la burocrazia creando il "Concilio del Voivodato", la Cancelleria e, nel 1403, il Logofăt ("Cancelliere della Cancelleria ufficiale"). Inoltre, egli promulgò nuove leggi fiscali, confermò ed espanse i privilegi commerciali dei mercanti di Leopoli (1408) e Cracovia (1409) e ristrutturò le strade battute dai commercianti, specialmente quella che collega il porto di Cetatea Albă al Regno di Polonia.
Accresciute le casse del fisco regio, Alexandru promosse la costruzione di fortezze lungo i confini moldavi e si garantì il controllo sui porti fortificati di Cetatea Albă, Brăila e Chilia.

## Politica estera
Bisognoso di appoggi contro il suo pericoloso vicino, il Regno d'Ungheria retto da Sigismondo di Lussemburgo, Alexandru cercò l'appoggio del potente Mircea il Vecchio di Valacchia, altro voivoda intento a difendersi dall'intromissione ungherese, e, come i suoi predecessori, fece atto di sottomissione ai polacchi: nel 1402 Alexandru si sottomise a Ladislao I di Polonia; il trattato venne confermato nel 1404, nel 1407, nel 1411 e nel 1415.
Alexandru cel Bun partecipò a due scontri contro i cavalieri teutonici nel 1410, ovvero nella battaglia di Grunwald e nell'assedio di Marienburg.
Alla morte di Mircea (1418), Alexandru appoggiò le pretese sul trono valacco dei figli del suo alleato, Radu II Chelul e Alexandru I Aldea, contro Dan II di Valacchia, appoggiato dagli ungheresi.
Nel 1420 Alexandru dovette difendere Cetatea Albă da un attacco dell'Impero ottomano. Abbandonato dai suoi alleati polacchi, che non lo avevano soccorso, Alexandru risolse di intervenire nella guerra polacco-teutonica (1431-1435), strappando buone condizioni territoriali per la Moldavia che vennero sancite dal trattato di Suceava del 1431.
Alexandru cel Bun morì il primo giorno di gennaio del 1432. Venne sepolto nel Monastero di Bistriţa, da lui fatto erigere nel 1402.

## Discendenza
Alexandru ebbe una nutrita figliolanza che diede alla Moldavia diversi voivoda:
- Iliaș I di Moldavia
- Petru II Mușat
- Ștefan II di Moldavia
- Petru III Aron